# L'Etivaz
O L’Etivaz (o z não se pronuncia e o L é parte indissociável do nome) é um queijo suíço de consistência dura, prensado e cozido. É fabricado unicamente nas pastagens de montanha durante a estação quente (maio a outubro) no coração da sua zona de produção nos Alpes e pré-Alpes do cantão de Vaud. Deve o seu nome à povoação homônima.
É um queijo fabricado a partir do leite cru de vacas presentes nas pastagens situadas entre 1.000 e 2.000 metros de altitude,  nas comunas de Château-d'Œx,  Rougemont, Rossinière, Ormont-Dessus, Ormont-Dessous, Leysin, Corbeyrier, Villeneuve, Ollon et Bex. De aroma forte e aromático, frutado, com um leve gosto de avelã, sua pasta tem a cor amarelo-marfim. É encontrado em mós de 15 a 35 kg. A produção do verão oscila entre 320 e 330 toneladas, ou seja, 12.000 a 14.000 peças.

## Fabricação
O L’Etivaz é fabricado de maneira bem artesanal, mas sob normas estritas, em grandes caldeirões de cobre sobre uma fogueira. Essa fabricação necessita de conhecimento e práticas tradicionais que confere ao produto toda sua qualidade específica. 
Os queijos são deixados de molho 24 horas na salmoura, depois salgados e esfregados regularmente com sal. Finalmente são estocados sobre tábuas de picea e virados a cada cinco dias. As mós são postas para curar pelo menos durante cinco meses nas câmaras de cura (num processo de maturação em que o queijo fica em descanso num local de temperatura e umidade controladas). Algumas delas são escolhidas e secas em um celeiro durante cerca de três anos, mas já podem ser postas à venda a partir do sétimo mês de maturação.
Cortado em fatias pequenas e enrolado como aperitivo dão os famosos "rolinhos de L'Etivaz". O queijo se tornou em 2000 a primeira Appellation d'origine contrôlée suíça.